# Vagani
Vagani (cyr. Вагани) – wieś w Bośni i Hercegowinie, w Republice Serbskiej, w gminie Kotor Varoš. W 2013 roku liczyła 86 mieszkańców.